# Дубровське (Пензенська область)
Дубровське (рос. Дубровское, до 1990 — Комсомолець) — село у Лопатинському районі Пензенської області Росії. Адміністративний центр Комсомольської сільради.

## Географія
Дубровське розташоване на території Приволзької височини. Село знаходиться на північному заході, у 18 км., від районного центру с. Лопатине, та за 103 км. від обласного центру міста Пенза.

## Клімат
Клімат села помірно-континентальний, з досить м'якою зимою зі снігопадами й відлигами й тривалим літом. 
Середня температура влітку становить + 20 °C, взимку -13 °C. Перехід від зими до літа супровождається нетривалою весною, з різким коливанням температури. 
Річна сума опадів у середньому становить 420-470 мм, за вегетаційний період від 210 до 220 мм.
Середньорічна норма опадів — 467 мм.

## Історія
Дубровське засноване як соціально-виробнича структура державного заводу «Комсомолець» у 1939 році. Село до 18 липня 1990 року носило назву Комсомолець.

## Населення
| 1939 | 1959  | 1979  | 1989  | 1996  | 2002  | 2004  | 2010  |
| 425  | ↗ 529 | ↗ 634 | ↘ 618 | ↘ 592 | ↘ 476 | ↘ 466 | ↘ 438 |